# Renato Espinosa
Renato Espinosa Torres (Lima, Perú, 6 de julio de 1998) es un futbolista peruano. Juega de delantero y su equipo actual es Alianza Atlético de la Liga 1. Tiene 26 años.

## Trayectoria
Su debut oficial con Cantolao en el 2023 sería por la fecha 3 frente a Universitario de Deportes, partido que terminaría 4 a 0 a favor de los merengues. Aquella temporada descendió de categoría, al quedar último en la tabla acumulada del torneo con la Academia Cantolao.
En el 2024 llega a Alianza Atlético. En la última fecha del Torneo Clausura 2024, anotaría 2 goles enviando al descenso a Carlos A. Mannucci.

## Clubes
| Club                        | País | Año               |
| --------------------------- | ---- | ----------------- |
| Ayacucho FC                 | Perú | 2017              |
| Sporting Cristal            | Perú | 2018              |
| Universidad San Martín      | Perú | 2019              |
| UTC                         | Perú | 2020              |
| Alianza Universidad         | Perú | 2021              |
| Deportivo Municipal         | Perú | 2022              |
| Academia Deportiva Cantolao | Perú | 2023 - Actualidad |

## Palmarés

### Campeonatos nacionales
| Título                    | Club             | País | Año  |
| ------------------------- | ---------------- | ---- | ---- |
| Primera División del Perú | Sporting Cristal | Perú | 2018 |

- Datos: Q97183661